# Tuffi ai IX Giochi panamericani
Le competizioni di tuffi ai IX Giochi panamericani si sono svolte a Caracas, in Venezuela, dal 14 al 29 agosto 1983.

## Risultati

### Uomini
| Evento                     | Oro           | Perform. | Argento       | Perform. | Bronzo           | Perform. |
| Trampolino 3m (dettagli)   | Greg Louganis |          | Abel Ramírez  |          | David Burgering  |          |
| Piattaforma 10m (dettagli) | Greg Louganis |          | Bruce Kimball |          | Ricardo Banuelos |          |

### Donne
| Evento                     | Oro             | Perform. | Argento                      | Perform. | Bronzo            | Perform. |
| Trampolino 3m (dettagli)   | Kelly McCormick |          | Wendy Wyland                 |          | Sylvie Bernier    |          |
| Piattaforma 10m (dettagli) | Wendy Wyland    |          | Verónica G. Ribot de Cañales |          | Guadalupe Canseco |          |

## Medagliere
| Posizione | Nazione     | Oro | Argento | Bronzo | Totale |
| --------- | ----------- | --- | ------- | ------ | ------ |
| 1         | Stati Uniti | 4   | 2       | 1      | 7      |
| 2         | Cuba        | 0   | 1       | 0      | 1      |
| 2         | Argentina   | 0   | 1       | 0      | 1      |
| 4         | Messico     | 0   | 0       | 2      | 2      |
| 4         | Canada      | 0   | 0       | 1      | 1      |
| Totale    | Totale      | 4   | 4       | 4      | 12     |